# Diachasmimorpha feijeni
Diachasmimorpha feijeni är en stekelart som beskrevs av Van Achterberg 1999. Diachasmimorpha feijeni ingår i släktet Diachasmimorpha och familjen bracksteklar. Inga underarter finns listade i Catalogue of Life.